# Estación Retiro Belgrano
Retiro-Belgrano, o simplemente Retiro, es una de las siete estaciones centrales de ferrocarril de Buenos Aires. Es la estación terminal del Ferrocarril General Belgrano y de la línea Belgrano Norte de servicios suburbanos a la zona norte y zona noroeste del Gran Buenos Aires. Inaugurada en 1912, es uno de los hitos de la arquitectura academicista francesa en Buenos Aires. Con 23,5 millones de pasajeros al año, es la cuarta estación más transitada de Argentina.
Desde 2021 es Monumento Histórico Nacional.

## Ubicación
Se encuentra en el barrio porteño de Retiro, entre las estaciones centrales homónimas de las líneas Mitre y San Martín, y enfrentada a la Plaza Fuerza Aérea Argentina.

## Servicios
Retiro es terminal cabecera de los servicios diésel con destino a la zona norte y zona noroeste del Gran Buenos Aires, con punto final en la estación Villa Rosa.
Ofician de terminales intermedias las estaciones Boulogne Sur Mer, Los Polvorines, Grand Bourg y Del Viso, recibiendo estas dos últimas la mayor cantidad de servicios. Los servicios comunes son asegurados con formaciones compuestas por locomotoras General Motors G-22 y GL-22 y coches de pasajeros urbanos de marca Materfer y Pistoiesi, intercalados con coches de larga distancia de marca Materfer.
Adicionalmente, Ferrovías presta dos servicios de carácter diferencial:
- El servicio Retiro - Boulogne Sur Mer, compuesto por locomotoras GE U-11B y una formación de cuatro coches de larga distancia (clase Primera) de marca Materfer. Este servicio, con tres frecuencias diarias ascendentes y tres descendentes, hace parada en todas las estaciones intermedias hasta su destino final, partiendo de los andenes 4 y 5 de Retiro.
- El servicio expreso Retiro - Los Polvorines, iniciado en 2006, compuesto por la locomotora ALCo RSD 35 ME-61 y coches urbanos de piso elevado reformados por la firma EMEPA para Ferrovías, que parten del andén 6 de Retiro, en el cual se construyó, al igual que en Los Polvorines, una plataforma suplementaria elevada. El servicio solo observa parada en la estación Boulogne Sur Mer.

### Larga distancia
Hasta el mes de marzo de 1993, de esta terminal, se prestaban servicios de larga distancia como el "Cinta de Plata", "El Norteño", "El Litoral" y "El Chaqueño".
Con la modernización de la estación (especialmente los andenes), se espera que en el corto plazo se agreguen servicios regionales a Santa Lucía y Rosario, entre otros destinos.

## Combinaciones
En sus cercanías paran 36 líneas de colectivos; se encuentra a pocos pasos de la estación Retiro de la línea C y de la estación homónima de la  línea E de subterráneo.

## Historia
La estación Retiro del Ferrocarril Central Córdoba es un edificio de estilo academicista francés, diseñado por los arquitectos Louis Faure Dujarric, francés, y Robert Prentice, inglés, en 1912. En realidad, fue la ampliación de la estación original, que tenía solo tres plantas, agregándole un piso más, la mansarda y la cúpula con reloj que destaca al edificio.
El Central Córdoba conectaba originalmente las ciudades de Rosario y Córdoba, hasta que en 1903 se autorizó a la empresa la extensión de la vía hasta Buenos Aires. En 1906 se llegó a Villa Rosa, y en 1912 a la ciudad de Buenos Aires. Luego de operar con la primitiva estación de dos pisos, en 1914 quedó terminado el edificio definitivo que se mantiene en la actualidad.
En 2011 se llevó a cabo una restauración de parte de la estación, donde se reparó parte de su mampostería perimetral externa, carpinterías exteriores, como así también los mecanismos para su accionamiento; la cúpula, se hidrolavó su fachada y fueron puestas en valor sus baldosas originales.

## Infraestructura
La estación Retiro posee tres accesos generales, uno frontal y uno adicional de tipo "galería" (que atraviesa puestos comerciales internos), ambos desde la Avenida Ramos Mejía, más una entrada lateral desde la calle Padre Carlos Mujica.
En el hall de la estación están a disposición de los pasajeros sanitarios, puestos de diarios, bares, locutorios y locales comerciales varios.
Al frente hacia los andenes, en el centro se encuentran las boleterías y a los costados los accesos a los andenes, seis en total, los cuales cuentan con molinetes de la red SUBE y están protegidos por rejas tipo "tijera", las cuales son cerradas por unos minutos, cada vez que un servicio se encuentra iniciando su marcha, por el personal de O. C. E. (Operativo Control de Evasión) para evitar que la gente pase e intente abordar a la carrera los trenes ya despachados, evitando posibles accidentes.

## Imágenes

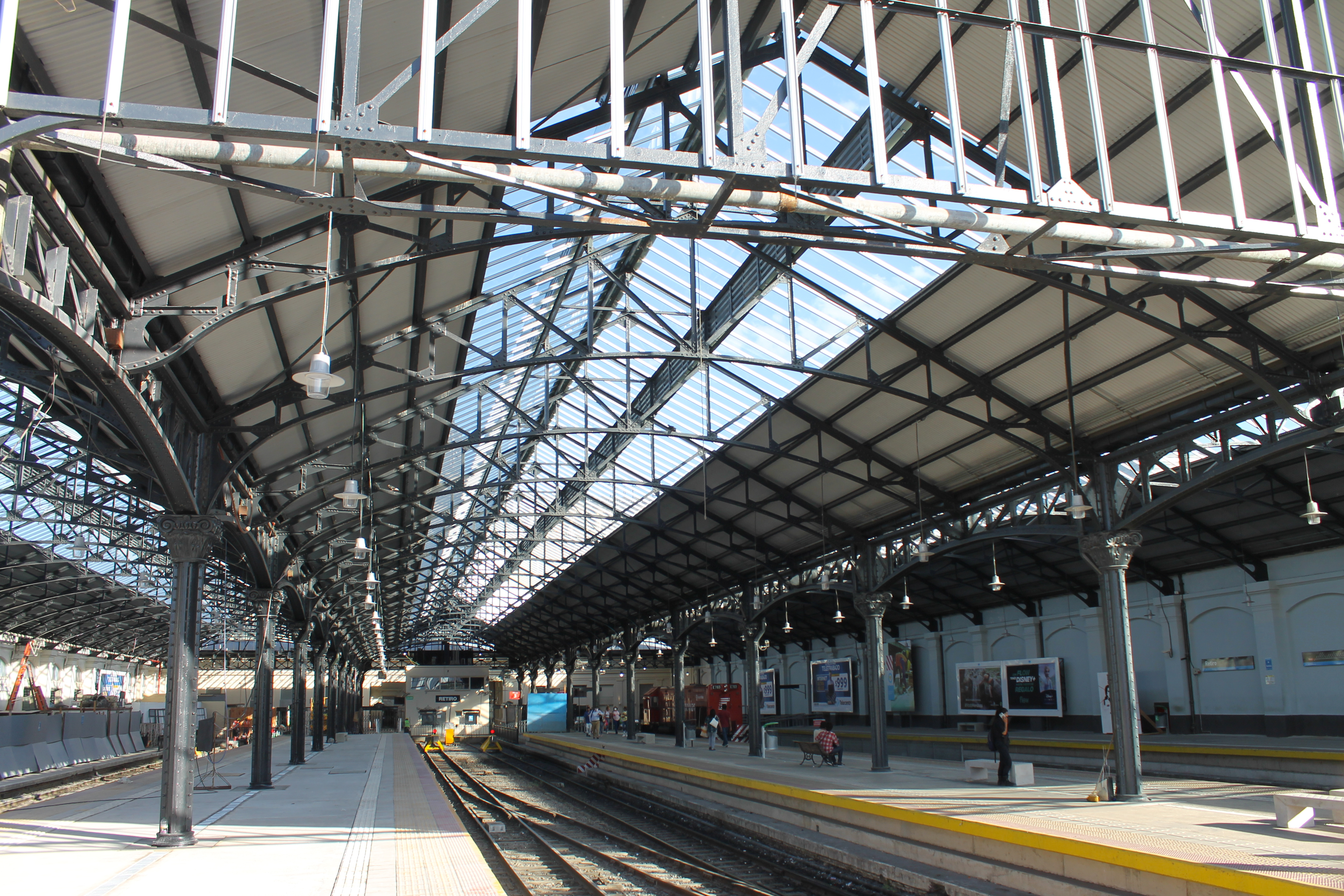
Andenes principales.
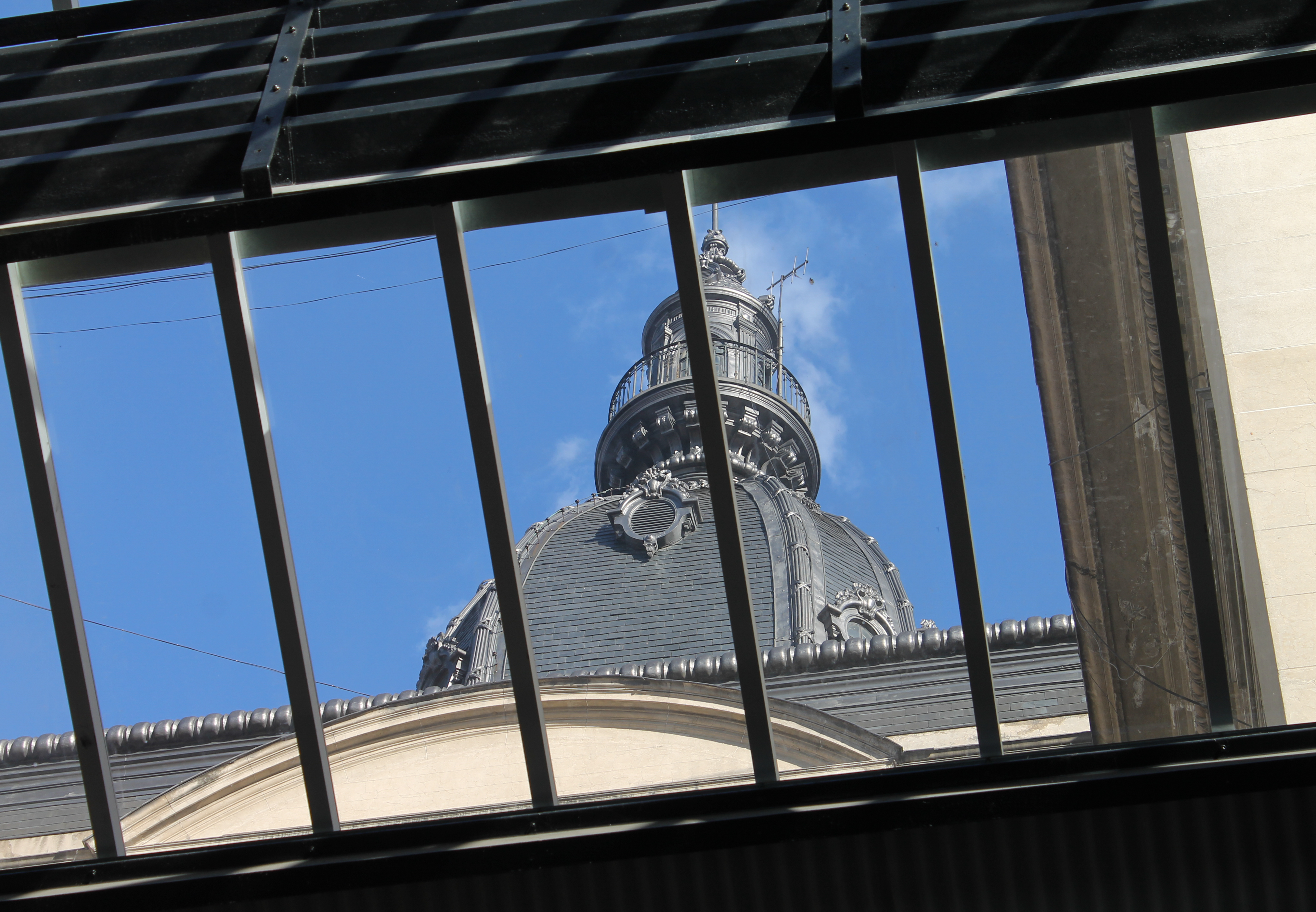
Cúpula del edificio principal.
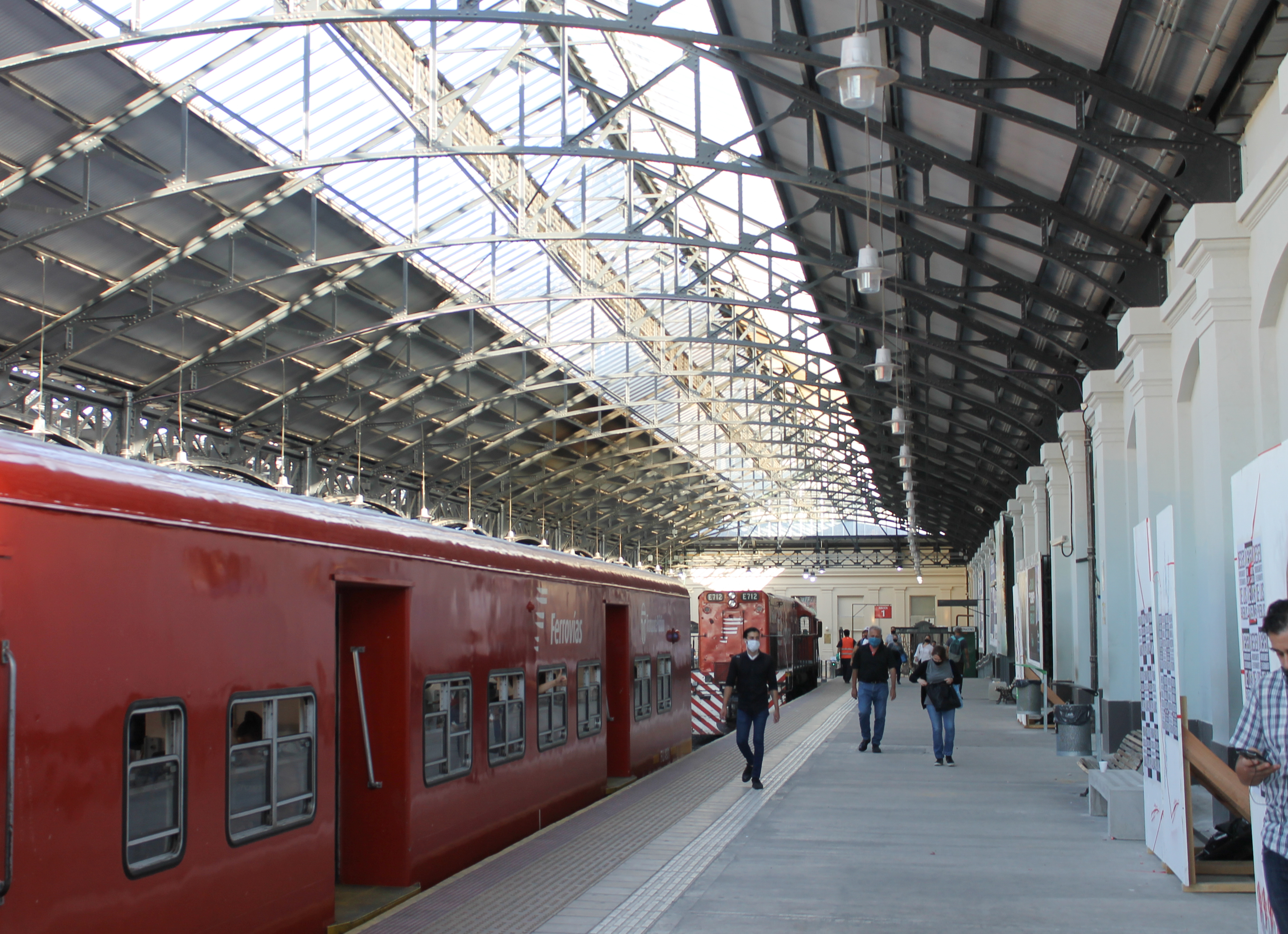
Tren del servicio a Boulogne Sur Mer.